# جائزة غراميس
جوائز غراميس  هي جوائز موسيقى سويدية تعادل جوائز غرامي الأمريكية. يعقد حفل توزيعها كل سنة في شهر فبراير في مدينة ستوكهولم. تأسست سنة 1969 حتى سنة إلغاؤها عام 1972 ليتم إحياؤها في وقت لاحق عام 1987. وتقدم الجوائز من قبل الاتحاد الدولي للصناعة الفونوغرافية جنبا إلى جنب مع صحيفة اكسبرسن.

## فئات الجوائز
- جائزة غراميس لأغنية السنة
- جائزة غراميس لألبوم السنة
- جائزة غراميس لفنان السنة
- Children's Album of the Year
- Classical Ensemble of the Year
- Classical Soloist of the Year
- Composer of the Year
- Folk Music of the Year
- Hard Rock / Metal of the Year
- Hip Hop/Soul of the Year
- Innovator of the Year
- Jazz of the Year
- Lyrics Composer of the Year
- Music DVD of the Year
- New Artist of the Year
- Pop Group of the Year
- Pop Artist (Male) of the Year
- Pop Artist (Female) of the Year
- Producer of the Year
- Rock Group of the Year
- موسيقى شلاغر/Dansband of the Year
- Song Lyrics Composer of the Year
- Best International Artist
- Open Category